# Großsteingrab Vassingerød Old
Das Großsteingrab Vassingerød Old ist eine megalithische Grabanlage der jungsteinzeitlichen Nordgruppe der Trichterbecherkultur im Kirchspiel Uggeløse in der dänischen Kommune Allerød.

## Lage
Das Grab liegt südlich von Lynge Overdrev in einem Waldstück am Nordrand des Scandinavian Golf Club. In der näheren Umgebung gibt bzw. gab es zahlreiche weitere megalithische Grabanlagen.

## Forschungsgeschichte
Die Existenz des Grabes wurde erstmals 2008 registriert.

## Beschreibung
Die Anlage besitzt eine längliche Hügelschüttung, über deren Maße und Orientierung keine Informationen vorliegen. Auch zu einer möglichen steinernen Umfassung und zur Grabkammer liegen keine Angaben vor.